# Paglovec
Paglovec je redkejši priimek v Sloveniji. Po podatkih Statističnega urada Republike Slovenije je na dan 1. januarja 2010 v Slovenjiji uporabljalo ta priimek 16 oseb.  
- Miha Frančišek Paglovec (1679—1759), rimskokatoliški duhovnik in pisatelj